# قلم فضایی

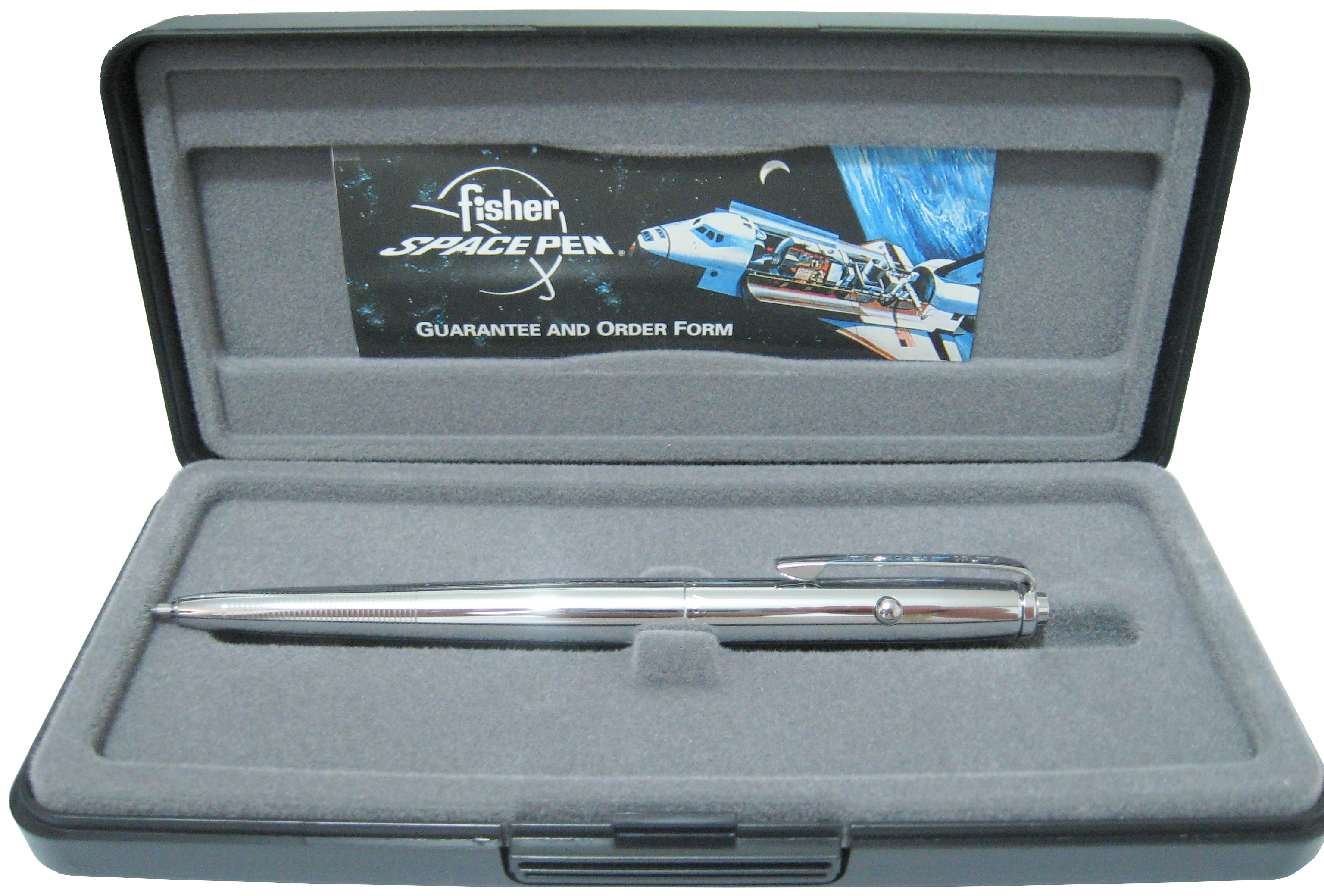

قلم فضایی (به انگلیسی: Space Pen) یا قلم گرانش صفر (به انگلیسی: Zero Gravity Pen) محصولی از شرکت قلم فضایی فیشر (به انگلیسی: Fisher Space Pen Company) است. این قلم از کارتریج جوهر تحت فشار استفاده می‌کند و بنابر ادعای شرکت سازنده قابلیت نوشتن در شرایط بی‌وزنی (گرانش صفر)، به‌صورت پشت و رو، در زیر آب، روی کاغذهای خیس و روغنی، در هر زاویه و در شدیدترین محدوده‌های دمایی را داراست.
مخترع قلم فضایی فیشر صنعتگر و تولیدکنندهٔ قلم آمریکایی، پل سی. فیشر است که این محصول را نخستین بار با عنوان قلم ضد جاذبهٔ AG7 در ۱۹۶۵ به ثبت رساند و آنرا در بولدر سیتی ایالت نوادای آمریکا تولید نمود.

## تکنولوژی
این خودکار از کاربید تنگستن ساخته شده و به‌صورتی سوار شده است که نشتی نداشته باشد. شناوری کشویی جوهر را از گاز فشردهٔ نیتروژن که تحت فشار تقریبی ۳۵ پوند بر اینچ مربع (۲۴۰ کیلوپاسکال) قرار دارد جدا می‌سازد. جوهر تیکسوتروپی که در مخزنی مهر و موم‌شده و تحت فشار قرار دارد به ادعای سازنده سه برابر بیشتر از خودکارهای معمولی می‌نویسد. این خودکار تا ارتفاع ۳۸۱۰ متری (۱۲٬۵۰۰ فوت) و در محدودهٔ دمایی -۳۰ تا ۲۵۰ درجهٔ فارنهایت (-۳۵ تا ۱۲۰ درجهٔ سانتی‌گراد) توانایی نوشتن دارد. عمر مفید تقریبی این خودکار ۱۰۰ سال است.

## کاربرد در برنامه‌های فضایی آمریکا و روسیه
بنا بر داستانی عامیانه، ناسا  که با مشکل ننوشتن خودکارها در شرایط بی‌وزنی روبرو شده بود هزینهٔ گزافی را صرف تحقیق و تولید خودکاری نمود که بتواند در فضا نیز بنویسد که نتیجهٔ آن تولید قلم فضایی فیشر بود. اما اتحاد جماهیر شوروی در مقابل راه ساده‌تر و ارزانتر را که استفاده از مداد به جای خودکار بود را برگزید. اما این داستان واقعیت ندارد زیرا قلم فضایی فیشر مستقل از ناسا و با بودجهٔ شخصی تولید گردید و تنها پس از تکمیل به ناسا (و سپس به شوروی) فروخته شد.
فضانوردان روسی از مداد و مدادهای روغنی و لوح‌های پلاستیکی برای نوشتن استفاده می‌کردند تا آنکه آنان نیز در ۱۹۶۹ به استفاده از قلم فضایی روی آورده و ۱۰۰ عدد از آن را برای مأموریت‌های بعدی خریداری نمودند. ناسا نیز پیشتر در برنامه‌های فضاییش از مداد استفاده می‌نمود اما به‌دلیل خطرات قابل توجه مربوط به امکان آتش‌گرفتن نوک‌های شکستهٔ مداد و گرد گرافیت در جاذبهٔ صفر به دلیل طبیعت چوبی آنها نیاز به راه‌حلی برای این موضوع حس می‌شد. ناسا هیچ‌گاه با پل فیشر برای تولید قلم فضایی وارد مذاکره نشد و فیشر نیز ار هیچ بودجهٔ دولتی برای توسعهٔ محصولش استفاده نکرد. او خودکارش را به‌طور مستقل ساخت و سپس از ناسا خواست تا آن را آزمایش نماید. پس از معرفی قلم فضایی، آژانس‌های فضایی هر دو کشور ایالات متحدهٔ آمریکا و اتحاد جماهیر شوروی (بعدتر روسیه) آنرا مورد استفاده قرار دادند.